# Welcome (Patrick Nuo)
Welcome è l'album di debutto del cantante svizzero Patrick Nuo, album pubblicato nel 2003 su etichetta Warner Music.
L'album è composto di 14 brani.  Dall'album furono estratti i singoli 5 Days, Reanimate e Welcome (to My Little Island).
L'album raggiunse i margini della Top Ten in Svizzera.

## Tracce
CD
1. 5 Days – 3:25
2. Be Careful Not To Be Too Careful – 3:02
3. Welcome (to My Little Island) – 3:52
4. Reanimate – 3:12
5. The Air That I Breathe – 4:04
6. Crazy – 3:16
7. This Ain't Over – 3:23
8. Rainbow Love – 3:52
9. Here We Come Again – 3:29
10. I Can't Tell – 4:40
11. I Believe – 3:54
12. Unknown Girl – 3:17
13. Gone – 3:52
14. To Be Continued... – 3:59

## Classifiche
| Classifica | Posizione massima | Nr. di settimane |
| ---------- | ----------------- | ---------------- |
| Austria    | 72                | 1                |
| Germania   | 13                | 7                |
| Svizzera   | 11                | 16               |